# موتور عشايري (أرزوئية)
موتور عشایري (بالإنجليزية: Mowtowr-e Ashayiri)‏ هي منطقة سكنية تقع في إيران في Arzuiyeh Rural District. يقدر عدد سكانها بـ 61 نسمة .